# Kieren Webster
Kieren Clark Webster (10 de mayo de 1986) es un músico británico. Es bajista, vocalista y guitarrista de la banda escocesa Indie The View. Junto a Kyle Falconer, escribe la mayoría del material del grupo.
Él y Falconer cambian roles en algunas canciones como Skag Trendy, Gran's for tea, Cherry Girl y Fireworks and Flowers (la cual Kieren escribió para su novia Charlene), con Webster en guitarra y como primera voz y Falconer sustituyéndolo a él como bajista y vocalista respaldo.
En 2007 un aficionado le arrojó una botella y el atacó al hombre en medio de una canción.